# Залес (Блоке)
Залес (словен. Zales) — поселення в общині Блоке, Регіон Нотрансько-крашка, Словенія. Висота над рівнем моря: 741,4 м.